# 114.ª Brigada Mixta (Ejército Popular de la República)
La 114.ª Brigada Mixta fue una unidad del Ejército Popular de la República que participó en la guerra civil española. Durante la contienda estuvo desplegada en los frentes de Extemadura y Aragón, tomando parte en diversas acciones.

## Historial
La unidad fue creada en marzo de 1937 a partir de reclutas procedentes de las quintas de 1932, 1933, 1934, 1935 y 1936. Durante su fase de instrucción el mando de la brigada recayó en el teniente coronel de infantería Ernesto Morazo Monje, sustituido a mediados de abril por el comandante de infantería Antonio Cano Chacón. La 114.ª BM fue asignada a la 38.ª División del VII Cuerpo de Ejército. Estuvo prevista su participación en el llamado plan «P», como fuerza de reserva, si bien la operación no se llevaría a cabo.
Durante el resto del año la unidad estuvo desplegada en el frente de Extremadura, sin tomar parte en acciones de relevancia. En el mes de octubre pasó a quedar asignada a la 63.ª División del VIII Cuerpo de Ejército, unidad con la cual intervino en una contraofensiva republicana en las Sierras de la Noria y del Perú; las fuerzas franquistas, al mando del general Queipo de Llano, habían emprendido un ataque que buscaba alejar a la artillería republicana de la zona minera de Peñarroya. La fuerte resistencia republicana logró frustrar la tentativa franquista y tres días de haberse iniciado esta, Queipo de Llano suspendió el ataque.
A comienzos de 1938, encontrándose agregada a la 19.ª División, la brigada fue enviada al frente de Teruel como refuerzo de las fuerzas republicanas que combatían en esta zona. Allí lanzó un contraataque contra el alto de «La Toranca», que logró conquistar, si bien habría de abandonar esta posición debido a la acción de la aviación franquista.
Tras su estancia en la zona de Teruel regresó al frente de Extremadura. Hacia julio de 1938 la 114.ª BM cubría el extremo sur del frente, en la confluencia de los ríos Yeguas y Guadalquivir, como fuerza de enlace entre el Ejército de Extremadura y el Ejército de Andalucía; no llegó a participar en los combates de la Bolsa de Mérida. Tampoco intervendría en la batalla de Peñarroya-Valsequillo, en enero de 1939, por encontrarse alejada de la zona de operaciones.
A finales de marzo de 1939, coincidiendo con el final de la guerra, la 114.ª BM se rindió en Pozoblanco a las fuerzas franquistas.

## Mandos
Comandantes
- Teniente coronel de infantería Ernesto Morazo Monje;
- Comandante de infantería Antonio Cano Chacón;[4][5]
- Mayor de milicias Fernando Cores Valdés;
- Mayor de milicias Isidro Batideras Fueyo;
- Mayor de milicias Francisco Navarrete Mendieta;

Jefes de Estado Mayor
- capitán de infantería Asensio Antonio Zandalinas Pla;
- capitán de infantería Domingo Asensio Arturo;
- capitán de infantería Antonio Botella López;

Comisarios
- Luis Canalé Carvajal, del PSUC;
- Juan Montalvo Gordillo,[6] del PCE;